# Lassens fragment
Lassensfragment. Et pergament fra ca. 1275. Et af de fire fragmenter, der eksisterer, af den originale eller tidlige kopi af Saxos Gesta Danorum.
Pergamentet måler ca. 40 x 27 cm og består af et blad, som har tekst på begge sider.
Det Kongelige Bibliotek signatur på teksten er NKS 570 2°
Teksten svarer til side 275–282 i Peter Erasmus Müllers udgave af Gesta Danorum fra 1839 eller side 152.29–156.14 i Jørgen Olrik & H. Ræders udgave fra 1931.

## Tekstkilder online
- Digital faksimile af NKS 570 2° på Det Kongelige Bibliotek (de yngre fragmenter til Gesta Danorum, med introduktion og indholdsangivelser)